# 好醫生 (美國電視劇)
《良醫墨非》（英語：The Good Doctor）是一部改編自朴才範執筆之同名韓國電視劇的美國醫學電視劇，由大衛·蕭爾發展劇集，於2017年9月25日在美国广播公司開播。本劇由美国广播公司工作室與索尼影業電視共同製作，韓裔男星金大賢和身兼節目統籌的蕭爾擔任執行製作，並由法萊迪·海默領銜主演兼任製作人。雖然首播初期評論界對本劇的評價好壞參半，但評論家針對法萊迪·海默的演出卻一致好評，海默更因此角色而獲得2018年金球獎最佳男主角提名。在2017年－2018年電視季度中，此劇取得了突破性的收視，創下了美国广播公司新劇近13年來的最佳收視成績，並在2018年3月7日獲得第2季續訂。2019年，《良醫墨非》成為全球最多人觀看之電視戲劇。

## 故事
講述患有高功能自閉症的年輕外科醫師肖恩·墨菲，被身為醫院院長的導師艾倫·葛拉斯曼醫師從小鎮招募至位在都市的聖荷西聖文德醫院之外科部門，而不能走出伤痛的他，將利用自己非凡的醫術拯救病患性命，並挑戰同事們的想法。

## 製作

### 發展與製作
2014年5月，《檀島警騎2.0》金大賢會見了KBS與劇組，商討製作韓國人氣醫療劇《好醫生》之美國版事宜，並將擔任美版製作人，預計和在2013年與其所有之製作公司3AD簽署合約的CBS電視工作室合作。8月27日，確定美版將和CBS共同製播，並由馬來西亞出身的亞裔編劇愛黛兒·林（Adele Lim）執筆，金大賢與林將共同擔任執行製作，並和專門從事美國與韓國改編作品事宜的EnterMedia Contents共同製作。
本劇原本有望於2015年8月開播，但CBS後來並未給予本劇預訂，在金大賢獲得CBS的准許下，才得以向其他製作公司兜售版權，最終也確定花落索尼影業電視。在此期間，《豪斯醫生》主創大衛·蕭爾在觀賞原作後，認為原作「非常不同且動人」，在他知悉金大賢握有版權時，便主動與其接洽，在確認彼此擁有相同的理念下，兩人決定共同合作。2016年10月6日，ABC正式成為本劇新東家，並簽署了試播集合約，劇本由蕭爾接手執筆，其製作公司蕭爾Z製作公司也加入了製作陣容。蕭爾將和金大賢、大衛·金（David Kim）與李東勳（Sebastian Lee）共同擔任執行製作，艾琳·岡恩（Erin Gunn）則出任共同執行製作。
2017年1月23日，ABC宣布預訂本劇試播集，而琳賽·高夫曼（Lindsay Goffman）將和岡恩一同擔任共同執行製作。5月11日，本劇正式獲得ABC系列預訂，並作為2017年－2018年電視季度秋季新劇。
金大賢在電視評論家協會上說明他想將《好醫生》改編成美劇的原因：「我喜歡它傳遞的訊息，它對美國觀眾來說，是非常熟悉的醫療劇。」蕭爾也不避諱地承認本劇和《豪斯醫生》將會有相似之處，「角色最終不會有太大的不同」蕭爾說道。飾演艾倫·葛拉斯曼醫師的李察·席夫認為本劇對自閉症是個重要的指標，「在我的人生中，我與許多和自閉症奮鬥的人有著淵源」他說，「我個人敬佩任何在真實生活中，走上拯救生命這條路的任何人......。」
2017年10月3日，由於首播後兩周收視告捷，ABC正式宣布預訂第1季全季集數，起先傳將如常規追加預訂9集集數至22集，但最終確定僅追加預訂5集集數至18集，而此決定是當初劇組在和男主角佛萊迪·海默爾在商討演出時，雙方協議下所達成的共識。
2018年3月7日，ABC正式宣布續訂第2季。海默爾透露自己將會執導1集第2季集數，也會加入編劇室執筆另1集集數。

### 選角

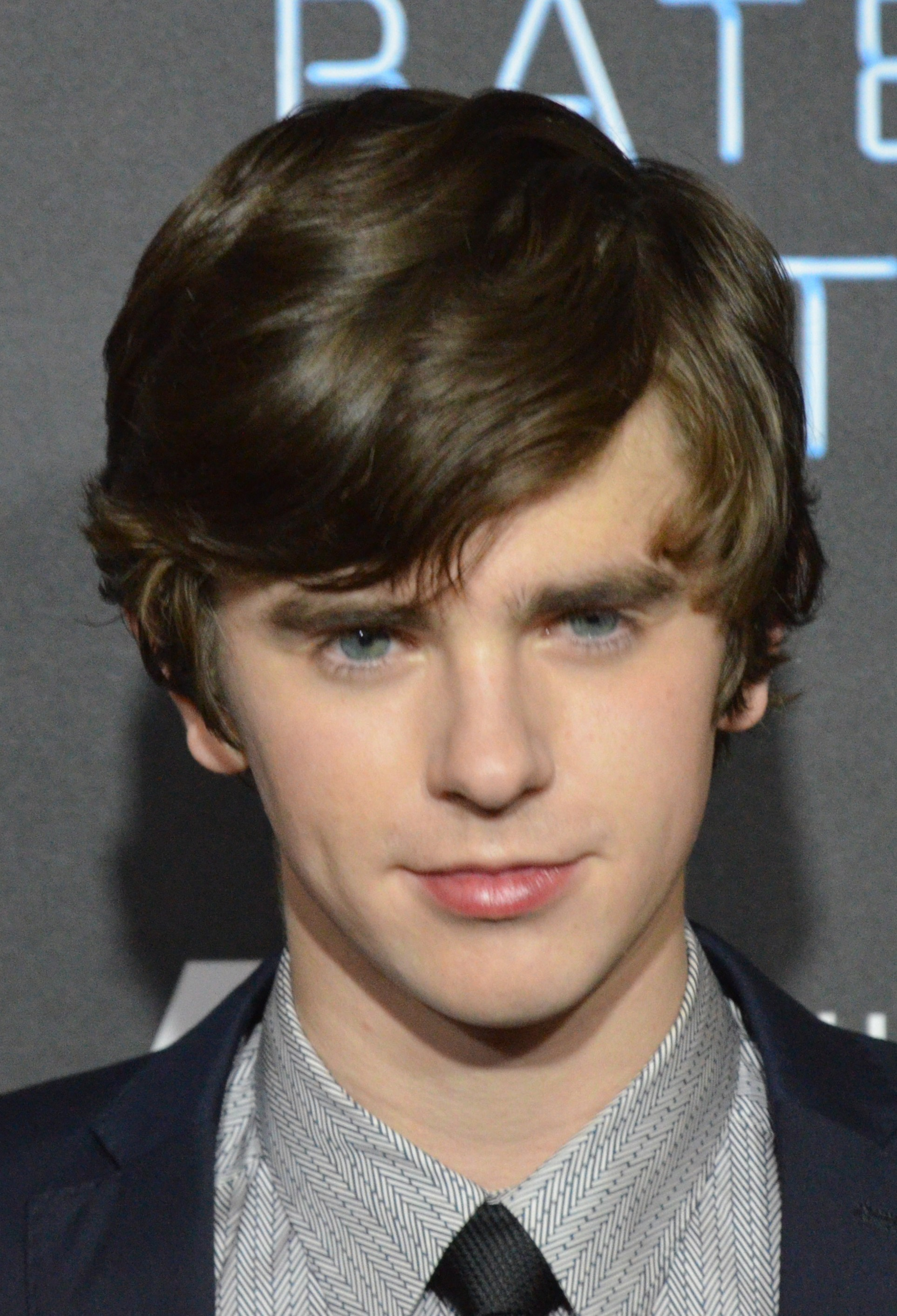
佛萊迪·海默爾擔綱男主角，飾演肖恩·墨菲醫師並身兼製作人。

2017年2月17日，宣布《超能少年》安東妮亞·湯瑪斯將擔任本劇女主角，飾演意志堅韌、有愛心又有才華的克萊兒·布朗(Clare Brown) 醫師。2月24日，宣布《貝茨旅館》佛萊迪·海默爾將擔任本劇主角，飾演患有自閉症的肖恩·墨菲(Shaun Murphy) 醫師；而《謀殺入門課》尼可拉斯·岡薩雷茲則飾演外科住院醫師主任尼爾·梅倫戴茲（Neil Melendez) 。3月3日，宣布《冰與火之歌：權力遊戲》邱庫·莫都加入主演陣容，飾演住院醫師傑瑞德·昂格（後更姓為卡盧）。3月8日，宣布《CSI犯罪現場：紐約》希爾·哈波與《實習醫生》艾琳·耿加入試播集主演陣容，哈波將飾演醫院外科主任霍瑞斯·安德魯醫師（後更名為馬可斯），耿則飾演住院醫師艾兒·麥克林。3月13日，宣布《白宮風雲》李察·席夫加入試播集，擔任重要的主要角色，飾演聖荷西聖文德醫院院長埃拉·葛拉斯曼醫師(Alan Glassman) （後更名艾倫）。3月22日，宣布《失婚自助大全》碧兒·加勒特將擔任主要角色，飾演醫院董事會成員潔西卡·普雷斯頓。9月22日，宣布《柏林諜影》富田譚玲提升為主要演員，飾演醫院主席兼副院長艾蕾葛菈·青木。
由於角色塑造的關係，製作方更傾向讓觀眾喜愛角色，並無演員帶入個人特色的需求，因此原先打算尋找新面孔來詮釋尚恩·墨菲，但在未能尋獲合適演員的情況下，蕭爾認為海默爾多變的演技，能夠平衡他所擁有的知名度，「我認為他是個夠好且細膩的演員，而他能夠讓我們拋下對他過去所演出之角色的既定印象。」主創大衛·蕭爾說道。早前在《貝茨旅館》中主演殺人犯諾曼·貝茨多年的海默爾，甫結束該劇拍攝而尚處於調適階段，因此一開始在和劇組接洽時，並未給予劇組肯定的答覆，但他對能演出拯救生命的角色感到開心。
「人們會有段時間覺得他不屬於那裡（醫院），他必須證明自己。」蕭爾在電視評論家協會上談到主角尚恩·墨菲此角色，「他是改變這些醫生的催化劑。我認為，他看待世界的不同方式，會激勵他們。」飾演墨菲的海默爾也說道：「此角色當然是相當迷人的一角，一切是從紙上開始，而我們要做得就是試著擺脫過去在電視與電影中對自閉症患者的刻板印象 —— 他們總是會不知何故地缺乏情感，不能像神經典型的人那樣經歷廣泛的情緒。但這當然是胡說八道的。」蕭爾表示編劇群對自閉症做了許多的研究與諮詢，並強調：「他（墨菲）是個特別的角色，他並不代表自閉症患者，他只代表尚恩·墨菲醫師。」他說，並強調他們會確保角色不去代表任何群體。對此， 海默爾亦表示，這是不可能甚至有點魯莽如說出此角色是代表所有自閉症患者的話 。同時期望此角能「以不同的方式向大家分享 ... 他不是只能被自閉症定義。」「沒錯他的自閉症會是一輩子的，他也會犯下錯誤，但並不代表他不能成長、不會改變。」談到演繹方式，海默一再強調「肖恩永遠不會代表所有處於光譜中的人，因此，在盡可能真實描述自閉症的同時，我們為這角色設定獨特的個性、怪癖、口音、聲線和舉止等都是同樣重要。」
2017年10月18日，宣布《雅痞神探》瑪莎·湯普森將客串演出安德魯的妻子伊莎貝兒·安德魯。11月9日，宣布《東區女巫》艾瑞克·溫特加入常設演員陣容，飾演年輕又迷人的麥特·柯伊爾醫師。

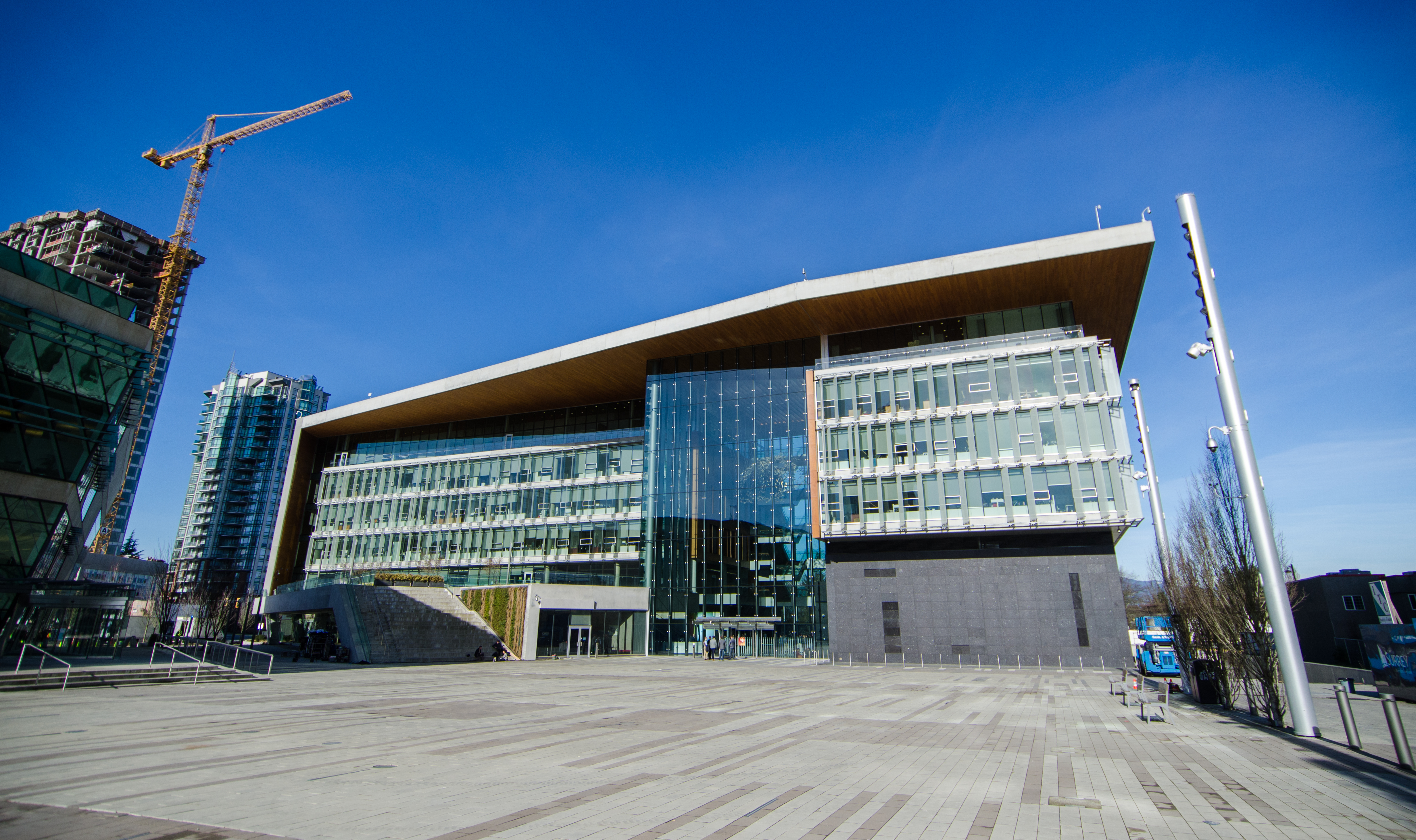
聖荷西聖文德醫院是取景自加拿大素里市政廳大樓

2018年1月11日，宣布《犬友笑傳》費歐娜·古柏曼加入第1季常設演員陣容，飾演新進住院醫師摩根。古柏曼預計登場5集集數，並有機會在第2季被提升為主要演員。1月19日，宣布《檀島警騎2.0》李威尹加入本劇，飾演從警察轉職為醫師的艾力克斯·朴。2月24日，宣布《重案組》格雷厄姆·派屈克·馬丁將客串第1季季終集，飾演一名打算將朋友棄置於急診室、懷有隱情的酒醉大學生布萊克。4月2日，宣布於第1季擔任常設演員的李威尹、古柏曼、張韻明與姵姬·史芭拉均將在第2季提升為主要演員，而飾演主要角色傑瑞德的莫都則隨劇情安排將不會回歸第2季。

### 拍攝
本劇於2017年3月21日至4月6日間，在加拿大不列顛哥倫比亞省溫哥華進行試播集製作。其他集數則在5月獲得預訂後，於7月26日展開拍攝，並預計在2018年3月1日結束第一季拍攝。本劇故事背景設定在美國加州聖荷西，但實際上是在加拿大不列顛哥倫比亞省溫哥華進行拍攝。

## 登場角色
| 演員                   | 角色                          | 登場季數 | 登場季數        | 登場季數        | 登場季數        | 登場季數        |
| 演員                   | 角色                          | 1        | 2               | 3               | 4               | 5               |
| ---------------------- | ----------------------------- | -------- | --------------- | --------------- | --------------- | --------------- |
| 佛萊迪·海默爾          | 尚恩·墨菲（香港：麥尚仁）     | 主演     | 主演            | 主演            | 主演            | 主演            |
| 尼可拉斯·岡薩雷茲      | 尼爾·梅倫戴茲（香港：文禮賢） | 主演     | 主演            | 主演            | 客串            | Does not appear |
| 安圖妮亞·湯瑪斯        | 克萊兒·布朗                   | 主演     | 主演            | 主演            | 主演            | 客串            |
| 邱庫·莫都              | 傑瑞德·卡盧                   | 主演     | 客串            | Does not appear | Does not appear | Does not appear |
| 碧兒·加勒特            | 潔西卡·普雷斯頓               | 主演     | Does not appear | Does not appear | 客串            | Does not appear |
| 艾琳·耿                | 艾兒·麥克林                   | 主演     | Does not appear | Does not appear | Does not appear | Does not appear |
| 富田譚玲               | 艾蕾葛菈·青木                 | 主演     | 主演            | 客串            | Does not appear | Does not appear |
| 希爾·哈波              | 馬可斯·安德魯                 | 主演     | 主演            | 主演            | 主演            | 主演            |
| 李察·席夫              | 艾倫·葛拉斯曼                 | 主演     | 主演            | 主演            | 主演            | 主演            |
| 張韻明                 | 奧黛莉·林                     | 常設     | 主演            | 主演            | 主演            | 主演            |
| 李威尹                 | 艾力克斯·朴                   | 常設     | 主演            | 主演            | 主演            | 主演            |
| 姵姬·史芭拉            | 莉亞                          | 常設     | 主演            | 主演            | 主演            | 主演            |
| 費歐娜·古柏曼          | 摩根·瑞茲尼克                 | 常設     | 主演            | 主演            | 主演            | 主演            |
| 格雷罕·維契爾          | 尚恩·墨菲(少年時期)           | 常設     | Does not appear | Does not appear | Does not appear | Does not appear |
| 狄倫·金威爾            | 史提夫·墨菲                   | 常設     | Does not appear | Does not appear | Does not appear | Does not appear |
| 克里斯·德埃利亞        | 肯尼                          | 常設     | Does not appear | Does not appear | Does not appear | Does not appear |
| 艾瑞克·溫特            | 麥特·柯伊爾                   | 常設     | Does not appear | Does not appear | Does not appear | Does not appear |
| 瑪莎·湯普森            | 伊莎貝兒·巴恩斯-安德魯        | 常設     | Does not appear | Does not appear | Does not appear | Does not appear |
| 潔希卡·妮可            | 卡麗                          | 常設     | Does not appear | Does not appear | Does not appear | Does not appear |
| 凱瑟琳·勞格·哈格奎斯特 | 莫漢                          | 常設     | Does not appear | Does not appear | Does not appear | Does not appear |
| 卡麗·科爾曼            | 法拉                          | 常設     | Does not appear | Does not appear | Does not appear | Does not appear |

### 主要人物
- 佛萊迪·海默爾 飾演 尚恩·墨菲[a] （粵語配音：李凱傑）

出身自卡斯珀，患有高功能自閉症、同時具有學者症候群，有才華的外科醫師，有著真摯與直率的個性。難以走出失去弟弟的傷痛，隨身攜帶着弟弟送的玩具手術刀。
- 尼可拉斯·岡薩雷茲 飾演 尼爾·梅倫戴茲（粵語配音：雷霆）

第一季為外科主治醫師。是位嚴厲且優秀的教導者，帶領團隊克服各種難關。和潔西卡為前男女朋友關係。
- 安圖妮亞·湯瑪斯 飾演 克萊兒·布朗（Claire Browne）（粵語配音：張頌欣）

善解人意且極具同理心的住院醫師，有著優異的能力，深得病人們的信任。會適時的給予尚恩建議，是聖荷西醫院裡第一個接納他的人。和傑瑞德是前男女友的關係。
- 邱庫·莫都（英语：Chuku Modu） 飾演 傑瑞德·卡盧（Jared Kalu） （粵語配音：劉奕希）

英國人，前聖荷西住院醫師，後種種原因離開前往丹佛醫院。愛著克萊兒，但感覺她不愛自己而提出分手。
- 碧兒·加勒特 飾演 潔西卡·普雷斯頓（Jessica Preston） （粵語配音：梁少霞）

醫院董事會成員，聖荷西聖文德醫院創辦人的孫女，葛拉斯曼的盟友，尼爾的未婚妻，後與尼爾分手。
- 艾琳·耿[b] 飾演 艾兒·麥克林（Elle McLean） （粵語配音：陳皓宜）

住院醫師
- 富田譚玲 飾演 艾蕾葛菈·青木（Allegra Aoki）（粵語配音：陸惠玲）

聖荷西聖文德醫院主席兼副院長，醫院資金源自於其管理的基金會。
- 希爾·哈波（英语：Hill Harper） 飾演 馬可斯·安德魯（Marcus Andrews） （粵語配音：陳欣）

外科主任，醫院董事會成員，因院長之位和艾倫有所嫌隙。
- 李察·席夫 飾演 艾倫·葛拉斯曼（Aaron Glassman）（粵語配音：朱子聰）

聖荷西聖文德醫院院長，在尚恩14歲時認識了他，後來指導他學醫，並提拔他至其管理的醫院工作。
- 張韻明 飾演 奧黛莉·林（Audrey Lim） （粵語配音：謝潔貞）

出身自臺灣臺北市，聖荷西聖文德醫院醫師，梅倫戴茲的同期。
- 李威尹 飾演 艾力克斯·朴（Alex Park）（粵語配音：潘文柏→蘇強文）

45－歲，前職為警察的醫師，具有閱覽他人的能力。
- 姵姬·史芭拉（英语：Paige Spara） 飾演 莉亞（Lea） （粵語配音：詹健兒）

尚恩的前鄰居，汽車工程師，因受不了聖荷西繁忙的速度而辭職，返回老家。於第一季結尾回來。喜歡尚恩真誠的個性。
- 費歐娜·古柏曼（英语：Fiona Gubelmann） 飾演 摩根·瑞茲尼克（Morgan Reznick）（粵語配音：黃昕瑜）

出身自米爾谷，迷人、有趣的住院醫師，過著充實的生活，卻也在職場上展現殘酷的一面，與其他住院醫師維持著良性的競爭。

### 常設人物
- 格雷罕·維契爾（英语：Graham Verchere） 飾演 尚恩·墨菲[a] （粵語配音：袁淑珍）

少年時期的尚恩，經常遭受同儕霸凌，又無法獲得父愛。
- 狄倫·金威爾[c] 飾演 史提夫·墨菲（Steve Murphy） （粵語配音：魏惠娥）

尚恩的弟弟，非常保護與珍視哥哥，卻在玩樂時意外摔落死亡。
- 克里斯·德埃利亞（英语：Chris D'Elia） 飾演 肯尼（Kenny）（粵語配音：周倚天）

尚恩的第二任鄰居，總是占尚恩的便宜和利用他，後被逮捕。
- 艾瑞克·溫特（英语：Eric Winter） 飾演 麥特·柯伊爾（Matt Coyle）（粵語配音：蘇強文）

充滿魅力且能力出眾的外科醫師，但其真實性格卻令同事難以認同。
- 瑪莎·湯普森（英语：Marsha Thomason） 飾演 伊莎貝兒·巴恩斯-安德魯（Isabel Barnes-Andrews）（粵語配音：曾秀清）

馬可斯的妻子，聖荷西聖文德醫院醫師。
- 潔希卡·妮可（英语：Jasika Nicole） 飾演 卡麗（Carly） （粵語配音：鄭麗麗）

聖荷西聖文德醫院檢驗小組醫師。
- 凱瑟琳·勞格·哈格奎斯特（Catherine Lough Haggquist） 飾演 莫漢（Mohan） （粵語配音：鄭麗麗）

聖荷西聖文德醫院心理諮商師。
- 卡麗·科爾曼（英语：Kari Coleman） 飾演 法拉（Farrar） （粵語配音：伍秀霞）

聖荷西聖文德醫院護理師。

## 集數
| 季數 | 集数 | 集数 | 首播日期      | 首播日期      | 排名 | 平均收視率 （百萬） |
| 季數 | 集数 | 集数 | 首映          | 季终          | 排名 | 平均收視率 （百萬） |
| ---- | ---- | ---- | ------------- | ------------- | ---- | ------------------- |
| 1    | 18   | 18   | 2017年9月25日 | 2018年3月26日 | 7    | 15.61               |
| 2    | 18   | 18   | 2018年9月24日 | 2019年3月11日 | 12   | 12.20               |
| 3    | 20   | 20   | 2019年9月23日 | 2020年3月31日 | 11   | 10.82               |
| 4    | 20   | 20   | 2020年11月2日 | 2021年6月7日  | 19   | 8.16                |

### 第一季
| 總集數 | 集數 （季） | 標題                                  | 導演             | 編劇                        | 首播日期       | 製作 代碼 | 美國收視人數 （百萬） |
| --- | ----------- | ------------------------------------- | ---------------- | --------------------------- | -------------- | --------- | --------------------- |
| 1 | 1           | 試播集－燒焦的食物 Pilot – Burnt Food | 塞斯·高登        | 大衛·蕭爾                   | 2017年9月25日  | 100       | 11.35                 |
| 在準備前往加州聖荷西聖文德醫院進行面試的途中，尚恩於機場遇上遭受施工意外的小男孩，在尚恩獨具慧眼的醫術下，他成功地替小男孩做了緊急醫療處理，並救活了他。與此同時，艾倫·葛拉斯曼院長正在董事會上，說服董事們聘用有才華的尚恩，但尚恩的自閉症卻成為安德魯醫師的反對依據。克萊兒希望能先化解病患的心理障礙，再說服其簽署手術同意書，但過度自信的梅倫戴茲卻不認同克萊兒的作為，並轉交由傑瑞德負責說服病患。在救護車上，尚恩便發覺小男孩的病情仍舊有異，但克萊兒起先卻不以為意，直到手術期間，梅倫戴茲與克萊兒才驚覺尚恩洞悉了他們未料及的隱藏病因。原先董事會決議不聘請尚恩，但在尚恩救活小男孩的影片於網路上瘋傳後，醫院董事會再次召開，葛拉斯曼更以自己的職位做擔保，當艾蕾葛菈問及尚恩從醫的原因時，尚恩憶起了過往。在童年時期，尚恩備受同儕霸凌與父親的家暴，但他的弟弟卻始終陪伴在他身旁，然而，在尚恩的寵物兔被父親摔死後，弟弟也在一次意外中喪命。無力拯救摯愛的尚恩，便因此想學醫來延續人們的生命，此理由感動了董事會，艾蕾葛菈也誠摯歡迎尚恩加入聖荷西聖文德醫院醫療團隊。尚恩最後被安排來到梅倫戴茲旗下，雖然梅倫戴茲承認尚恩的實力，但他卻不認同尚恩歸屬此地，這讓尚恩不禁對梅倫戴茲提出其自負和出色的醫師身分及人格是否有衝突的疑惑。 |             |                                       |                  |                             |                |           |                       |
| 2 | 2           | 拉什莫爾山 Mount Rushmore             | 麥克·里斯托      | 大衛·蕭爾                   | 2017年10月2日  | 101       | 10.91                 |
| 不認同尚恩的梅倫戴茲，安排尚恩負責打雜工作，而不擅言語交際的尚恩，在了解「諷刺」的過程中，試著取得平衡。尚恩在看似正常的病患中，發現些微的異樣，而備受安德魯施壓的梅倫戴茲不以為意，更命質疑尚恩的護理師暫時擔任尚恩的上級。由於上級的命令，尚恩不得不將看似正常的病患送出醫院，但仍有罣礙的他，私下對一名女童進行檢驗，並發現隱藏的病情。尚恩在拯救女童的同時，回溯弟弟史提夫重傷時，他是如何克服與人互動的障礙，請求葛拉斯曼協助的過往，並學著鼓起勇氣跨越層層心牆。在梅倫戴茲對一名長有腫瘤的女病患開刀時，他們發現手術變得棘手，而尚恩想到了一個冒險的法子，傑瑞德便以此建議了梅倫戴茲，這讓克萊兒對傑瑞德攬功於身的行為感到不認同，而傑瑞德也對克萊兒過度顧慮病患心理的醫病態度提出質疑。葛拉斯曼希望梅倫戴茲能對尚恩一視同仁，潔西卡也點出梅倫戴茲的完美主義，對和尚恩身處同一團隊所產生的矛盾，與此同時，安德魯一方施壓又給予尚恩甜頭，意圖取得倚靠兩邊都能勝利的局面。 |             |                                       |                  |                             |                |           |                       |
| 3 | 3           | 奧利佛 Oliver                         | 約翰·達爾        | 比爾·羅特科                 | 2017年10月9日  | 102       | 10.69                 |
| 尚恩與克萊兒被安排前去取得來自某位名為奧利佛之逝者的肝臟，好讓病患查克（提姆·拉斯客串）進行移植，然而在返程時，卻因遇上大霧而無法乘坐直升機返回醫院。安德魯將負責替VIP病患開刀，但為了保險起見，青木要梅倫戴茲輔助安德魯，這讓安德魯有損及其自尊與專業的感受，因此強烈排斥，但在葛拉斯曼的提點下，安德魯必須學著大器。在乘坐警車運送肝臟的途中，尚恩與克萊兒面臨肝臟保溫箱溫度升高的困境，尚恩更發現肝臟有異，與此同時，克萊兒還得觀察尚恩，好設法與尚恩溝通。傑瑞德發現查克三天前飲酒過的事實，而梅倫戴茲試圖說服高層讓查克接受移植，但最終仍因礙於規定而取消查克的移植資格。排除萬難的尚恩與克萊兒終於抵達醫院，卻得知查克遭取消移植的資格，肝臟必須轉由移植名單的下一位病患，這使克萊兒相當沮喪，但尚恩卻認為至少他們救活了其他醫院的患者。 |             |                                       |                  |                             |                |           |                       |
| 4 | 4           | 通道 Pipes                            | 史蒂芬·德保羅    | 湯瑪斯·L·莫蘭               | 2017年10月16日 | 103       | 10.61                 |
| 尚恩於生活上遇上水電瑣事，在葛拉斯曼試圖安撫焦慮的尚恩之餘，提出了雇用家庭護理的建議，卻被尚恩激動地回絕。一名孕婦患有腫瘤卻希望能先保住孩子，這讓醫療過程陷入困境，而尚恩在病患面前公然給予梅倫戴茲關於高風險手術的建議，雖然無意間挑戰了梅倫戴茲，但提議卻相當可行。梅倫戴茲派尚恩與克萊兒協助安德魯醫治一名從事色情片產業卻下體疼痛的女病患，而在醫療團隊面臨困境之餘，尚恩想到能不讓女病患失去下體知覺的醫療方式。由於孕婦在手術時心臟病發，導致手術停擺也變得更加棘手，為顧及法律問題，院方必須進行手術與否的商議，就在梅倫戴茲與高層爭論之際，傑瑞德提出了繞道手術的建議。安德魯在和尚恩與克萊兒一同醫治病患時，給予了他們鼓勵，而梅倫戴茲也必須學著尊重潔西卡在職場上的專業。在醫治下體疼痛的女病患時，尚恩不禁憶起自己首次接觸色情產物的過往，以及遭受欺凌的過程，這深深地影響著現今他對待異性的想法。 |             |                                       |                  |                             |                |           |                       |
| 5 | 5           | 千分之三 Point Three Percent          | 賴瑞·鄧          | 大衛·霍索頓                 | 2017年10月23日 | 104       | 10.40                 |
| 一名和兒子（傑斯·摩斯客串）關係有著隔閡的父親莫爾·威克斯（布雷特·萊斯客串），疑似胰腺病變，而傑瑞德亦發現其囊腫裡長有絛蟲。尚恩在醫治一名和史提夫外貌極度相似的病患艾文時，他得知艾文罹患四期骨肉瘤，但他設法拯救艾文，並持著0.3%的誤診機率，認為艾文可能並未罹患癌症而是人類疱疹病毒第四型。同樣和父親關係不睦的傑瑞德，在診療威爾克斯的同時，協助父子倆敞開心房。尚恩不顧梅倫戴茲的阻止，仍打算對艾文進行檢驗，卻意外被想對艾文隱瞞病情的嘉立科夫婦（莎曼莎·史洛嚴與麥克·莫尼客串）發現，而在艾文的手術期間，醫療團隊找到確診骨肉瘤的證據，這讓尚恩感到沮喪。最後，尚恩決定藉艾文來完成史提夫未完的事物，並放下了這份遺憾。 |             |                                       |                  |                             |                |           |                       |
| 6 | 6           | 真的假不了 Not Fake                   | 麥可·派崔克·簡   | 席姆蘭·貝德宛               | 2017年10月30日 | 105       | 10.58                 |
| 聖荷西聖文德醫院湧入大批巴士車禍傷患，尚恩負責醫治一名恐將截肢的男病患，傑瑞德則診療一名嚴重燒傷的女患者瑟蕾姿（坎笛絲·麥克魯爾客串）。尚恩在緊急處理傷患的應變上表現出色，使受道葛拉斯曼指點的梅倫戴茲，開始思考自己對尚恩的認同問題，而克萊兒則試著向梅倫戴茲證明自己的實力。克萊兒想到利用3D列印技術來製作骨頭的法子，讓傷患免於截肢的命運，但男病患的雙親（魯班·加菲亞斯與諾瑪·瑪多娜多客串）與未婚妻（葛蘿莉亞·葛拉優亞客串）卻意見分歧，使得潔西卡決定讓法官介入。不忍直視燒傷患者的傑瑞德，在安德魯婉拒其建議使用新興的醫療方式後，他利用自己雄厚的財力，讓女病患加入他院實驗計畫，免去繁複的程序，使女病患能避免受植皮之苦，不過安德魯也提醒傑瑞德往後必須正確拿捏醫病關係。克萊兒發現一名女病患的妻子疑似被遺留在車禍現場，在找到因腦內出血而陷入昏迷的病患妻子後，克萊兒在現場緊急進行顱骨鑽孔，好釋放腦內積血，不過因克萊兒的插管疏失，病患未能在手術後倖存，這不僅前功盡棄，也令她面臨醫療疏失的衝擊。 |             |                                       |                  |                             |                |           |                       |
| 7 | 7           | 22步 22 Steps                         | 大衛·史崔登      | 喬安娜·李                   | 2017年11月13日 | 106       | 10.22                 |
| 尚恩在醫治一名同樣患有自閉症的患者里恩（寇比·伯德客串）時，起初因彼此相像而保持著距離，但經克萊兒的指點，尚恩在嘗試安撫於診治過程感到不安的里恩的同時，不再透過克萊兒居中診斷，且也因此發現了里恩的實際病因。里恩的父母（凱芮·梅切特與蒂姆·貝克曼客串）雖然理解自閉症患者，但他們卻對尚恩感到不信任，這令感到兩難的梅倫戴茲不禁向葛拉斯曼求助，而葛拉斯曼則指點梅倫戴茲應回歸自身本質，思考他對尚恩的認同與否。在葛拉斯曼為尚恩的生活感到擔憂之時，潔西卡認為葛拉斯曼應如相信尚恩的醫療實力那般，試著放手讓尚恩自己面對生活瑣事。擔心克萊兒的葛拉斯曼，為其安排心理諮商，而一直逃避內心挫折的克萊兒，也在行醫的過程中，逐漸發覺自身不安與注意力渙散的徵兆。在經過諮商後，諮商師雖然不認為堅強的克萊兒會影響到現今的工作表現，但她仍建議克萊兒應向他人抒發壓抑於心中的壓力與情緒。在傑瑞德醫治一名不願接受治療的病患格蘭（保羅·杜利客串）時，同樣與家人疏離而有所同感的他，道出自身背景與心境的衝突，也面對身為醫師面臨病患拒絕就醫於專業及權利上的掙扎問題。 |             |                                       |                  |                             |                |           |                       |
| 8 | 8           | 蘋果 Apple                            | 內斯特·卡博內爾  | 大衛·雷諾                   | 2017年11月20日 | 107       | 10.00                 |
| 尚恩在商店選購蘋果時，遇上搶劫事件，並遭歹徒（傑西·詹姆斯客串）逼迫繳出其隨身貴重物品，但尚恩因緊張引起恐慌而未就範，這導致歹徒不小心槍擊了一名女顧客艾芙芮（凱西·羅爾客串）。被店主擊暈的歹徒與艾芙芮被送往醫院，然而艾芙芮的約會男伴（扎克瑞·戈登客串）卻將槍擊事件怪罪於尚恩身上。擔心尚恩的葛拉斯曼安排尚恩接受心理諮商，而莫漢博士認為尚恩的疾病，使他比起一般人更能捱過罪惡的心境，但葛拉斯曼仍對此憂心忡忡。在克萊兒醫治歹徒期間，她因不尊重林醫師，而被林醫師指派全程關注歹徒的病情，但歹徒的種族歧視與穢言令克萊兒陷入醫道與道德的衝突。艾芙芮的病情急轉直下，面對醫療方式的抉擇，梅倫戴茲最終選擇採用傑瑞德的意見，而尚恩在協助找出出血點後，也坦然地承認自己先前判斷的錯誤，並向傑瑞德致意。克萊兒學習如何以更專業的態度醫治病患，也清楚地點出自己和歹徒對自我價值選擇的差異，同時也為自己的魯莽向林醫師致歉。尚恩在經過克萊兒的指點後，了解到人們有時比起理性，更需要情感上的支持，而將遺憾造就的情感轉投於尚恩的葛拉斯曼，則和潔西卡弔念一名故人。 |             |                                       |                  |                             |                |           |                       |
| 9 | 9           | 不可觸及 Intangibles                  | 布琅文·休姿      | 凱倫·史卓克                 | 2017年11月27日 | 108       | 9.25                  |
| 在聖文德醫院人權計畫啟動之際，青木安排梅倫戴茲與心臟科阿維·梅塔醫師（佩吉·瓦哈達特客串）共同醫治一名來自剛果並患有先天性心臟病的小男孩加布利爾（喬喬·薩爾奇-藍敦客串），但梅倫戴茲對加布利爾的病情診斷並不樂觀。克萊兒得知化驗室未收到喉嚨疑似長有腫瘤的女病患伊莉莎白（媞根·莫斯客串）的檢體樣本，這讓她相當著急，並試圖和卡麗在緊迫的時間內，一同找出遺失的檢體樣本。梅倫戴茲對尚恩所提出醫治加布利爾的醫療方式感到遲疑，同時在自我價值觀及加布利爾母親（瑪姬·班奈迪克客串）的期望間拉扯。潔西卡介入協調伊莉莎白的醫療事件，這令克萊兒又再次面臨醫病困境，與此同時，安德魯在妻子伊莎貝兒（瑪莎·湯普森客串）的提醒下，發覺自己越趨沉浸權力而疏忽家庭及行醫的道理。面對葛拉斯曼一心想替其聘用家庭護理的尚恩，決定開始觀察一般人的社交方式，並在理解「調情」的過程中，解析莉亞的舉止，同時亦讓克萊兒發覺她無心的舉動，似乎展示她對梅倫戴茲懷有情愫。最後，梅倫戴茲在和尚恩事先進行虛擬實境的模擬手術後，對加布利爾進行了一場成功的手術，而克萊兒則察覺遺失樣本是錯誤標籤所致，並及時叫停了對伊莉莎白不必要的手術。 |             |                                       |                  |                             |                |           |                       |
| 10 | 10          | 犧牲 Sacrifice                        | 麥可·派崔克·簡   | 小羅伊德·蓋爾耶德           | 2017年12月4日  | 109       | 9.07                  |
| 尚恩與傑瑞德跟隨安德魯與梅倫戴茲一同治療貴為電競冠軍的VIP病患巴比·阿托（梅尼·賈辛托客串），而尚恩在受到巴比的鼓勵後，決定像傑瑞德一樣學著討好上司，好得以發表自己的意見並獲得尊重。克萊兒跟隨柯伊爾醫師治療一名面臨職場性別不平等的女病患海索（蘿娜·里斯客串），雖然柯伊爾開放的風格肯定了克萊兒的實力，但克萊兒卻對柯伊爾過度親切與不當的肢體觸碰感到不適。葛拉斯曼為尚恩安排居家治療師，但尚恩卻因不自在而感到排斥，束手無策的葛拉斯曼，便決定利用對尚恩具影響力的巴比為自身健康所做出的犧牲，來推動尚恩學著面對自己需要增進的短處。柯伊爾對克萊兒拒絕自己的示好感到惱羞成怒，至於未察覺克萊兒先前求助之嚴重性的傑瑞德，則因愧疚而和柯伊爾發生衝突。梅倫戴茲與潔西卡傲慢的父親產生衝突，在他嘗試彌補一切時，卻得知潔西卡不想生子的事實。原本打算選擇沉默、向現實不公低頭的克萊兒，在經過海索的鼓勵，決定勇敢地捍衛自己的權利，結果傑瑞德的舉止卻對她舉報柯伊爾行為不檢一事造成影響，傑瑞德也因此遭到解雇。尚恩希望自己擁有自主權，並因不明因素對居家治療師感到極度地排斥，甚至情緒失控、傷及葛拉斯曼，隨後便人間蒸發。 |             |                                       |                  |                             |                |           |                       |
| 11 | 11          | 心之島（上） Islands: Part One        | 比爾·德埃利亞    | 湯瑪斯·L·莫蘭 威廉·L·羅特科 | 2018年1月8日   | 110       | 8.30                  |
| 投靠莉亞的尚恩，在莉亞的說服下，決定於抉擇人生下一步的這個時刻，同莉亞展開一趟公路旅行。擔心尚恩的葛拉斯曼，不僅闖入莉亞家，還因尚恩的無故曠職，而受到對院長之位虎視眈眈的安德魯之警告。安德魯邀請梅倫戴茲共同為一對連體雙胞胎珍妮與凱蒂·康克勒（艾蜜莉與伊莉莎白·辛克勒客串）進行手術，另還有一名開發醫療技術的柯醫師（妮卡·札德根客串）參與計畫。不過，在梅倫戴茲先替兩人進行腎臟移植手術後，她們的健康狀況，卻迫使醫師們必須將預計在六個月後才會進行的切割手術提前。被指派說服雙胞胎進行切割手術的克萊兒，用自己脫離糟糕的原生生活環境之生命經驗，讓雙胞胎決定進行手術以擁有各自的人生。在傑瑞德嘗試復職的同時，克萊兒以騷擾她之事實威脅柯伊爾，即便安德魯欽佩傑瑞德保護克萊兒的作為，但他仍不苟同訴諸暴力的行為。梅倫戴茲在克萊兒的指點下，了解擁有如知己般的另一半之珍貴，並決定在育兒與否的分歧上，為潔西卡讓步。尚恩在這趟公路旅行中，經歷了許多第一次，包含開車、喝龍舌蘭酒、在酒吧唱卡拉OK等，甚至還在莉亞的指導下，獻出了自己的初吻。莉亞從尚恩差點導致車禍以及感受宿醉的反應中，發現尚恩對他自己過於嚴苛，並提醒尚恩若是一直活在過往所造就的恐懼中，是無法獲得快樂的。有所領悟的尚恩，已做好了和葛拉斯曼溝通的準備，結果他卻在這時，得知同樣受這趟旅程啟發的莉亞，打算辭掉現在的工作，搬回賓夕法尼亞州赫爾希鎮居住，這令好不容易敞開心房的尚恩受到打擊而不告而別，另一方面，雙胞胎在經歷成功的手術後，卻遲遲未能醒來。 |             |                                       |                  |                             |                |           |                       |
| 12 | 12          | 心之島（下） Islands: Part Two        | 雀莉·諾蘭        | 湯瑪斯·L·莫蘭 威廉·L·羅特科 | 2018年1月15日  | 111       | 9.33                  |
| 珍妮首先甦醒，但凱蒂卻遲遲未能醒來，甚至因腦部缺血的而陷入危急情況。尚恩回到醫院上班，但對於他請假的原因和葛拉斯曼的說詞不一，這令梅倫戴茲無法理解。尚恩協助柯醫師對凱蒂進行腦部手術，卻遭遇挫折而未能成功。面對珍妮的心臟恐無法支持她存活，醫療團隊打算將形同植物人的凱蒂之心臟移植給珍妮，但珍妮卻不同意這項手術，直到她親自感受凱蒂生命的殞落，才終於妥協。在醫療團隊拔掉凱蒂的呼吸器時，凱蒂卻能自主呼吸，這使得計畫再次變卦。醫療團隊為了拯救珍妮，決定將珍妮與凱蒂再次連接，然而這次術後凱蒂竟奇蹟似地甦醒了。由於凱蒂無法負荷珍妮的生命，珍妮最終撒手人寰，而在母親康克勒太太（凱芮·山多莫斯基客串）的勸說下，凱蒂才選擇放開珍妮。尚恩為了擁有人生自主權，決定追隨莉亞前往賓州工作，而葛拉斯曼在梅倫戴茲撰寫好推薦函後，受到克萊兒的指點，決定簽署推薦函，以示自己對尚恩的信任，即便他並不想就此送走尚恩。傑瑞德與律師利用種族議題，迫使醫院重新雇用他，但此舉卻令同樣身為非裔的安德魯感到不齒。潔西卡不希望梅倫戴茲為她妥協，而向梅倫戴茲提出分手，好讓梅倫戴茲能夠追求自己的人生期望。尚恩在克萊兒的指點下，了解不該將自我的快樂指望於一人，於是他選擇留下，而莉亞則給予了尚恩一個紀念品，好做為他前去賓州見她的藉口。 |             |                                       |                  |                             |                |           |                       |
| 13 | 13          | 七個理由 Seven Reasons                | 麥克·里斯托      | 大衛·蕭爾 大衛·霍索頓       | 2018年1月22日  | 112       | 9.61                  |
| 一名燒傷女病患娜嘉·莫迪（希娜·阿布竇拉客串）聲稱自己遭遇濃煙損害，但她的支氣管卻僅有發炎的情勢，這令尚恩懷疑娜嘉隱瞞受傷實情及真正的動機。重回工作崗位的傑瑞德，遭到梅倫戴茲與安德魯的冷落，而克萊兒則在得知柯伊爾被升職到其他科別後，不禁向青木質疑院方的作為。梅倫戴茲在替娜嘉進行支氣管鏡檢查時，不小心刺穿其支氣管，而打算依規定上報此事的尚恩，則嘗試摸索此舉與人性的衝突。一名病患家屬泰莎（綺拉·霍斯朵客串）選擇放棄治療長有動脈瘤的丈夫，在尚恩的提醒下，克萊兒才發現為愛犧牲表面下的家暴真相。尚恩持著醫療證據懷疑身為穆斯林的娜嘉疑似是名恐怖份子，但實則可能是醫療疏失，這令梅倫戴茲面臨醫療專業的質疑。陷入醫道掙扎的克萊兒，在伸張病患生存權利的同時，嘗試給予泰莎女性力量。尚恩在展開獨立生活之際，摸索心理創傷的界定，並試圖和葛拉斯曼維持友誼，但雙方卻難以達成共識。梅倫戴茲坦然面對私人生活為他的工作所帶來的影響，以及自負態度的後果。不願委屈妥協的克萊兒，私下接觸柯伊爾的受害者，希望能形成一股力量。 |             |                                       |                  |                             |                |           |                       |
| 14 | 14          | 她 She                                | 塞斯·高登        | 席姆蘭·貝德宛               | 2018年2月5日   | 113       | 9.64                  |
| 原由柯伊爾帶領的住院醫師摩根被分配來到梅倫戴茲旗下，而林醫師提議讓四名住院醫師分組競爭，以作為評分的依據之一。尚恩與傑瑞德跟隨林醫師治療一名未成年女病患昆恩（蘇菲·姜納摩爾客串），然而他們卻發現昆恩其實是個生理性別男、心理性別女的跨性別者，這令首次接觸跨性別人士的尚恩百思不得其解。克萊兒與摩根跟隨梅倫戴茲醫治一名男病患（亞當·J·史密斯客串），正當克萊兒歡迎身為女性的摩根加入團隊的這時，卻發現摩根是個公私分明且好勝的敵手。昆恩的父母（蜜雪兒·摩根與凱思·艾倫客串）和觀念保守的外婆（喬貝絲·威廉斯客串）在昆恩的性別認同上產生意見分歧，使得醫療團隊不得不召開三方會談，來相互傾聽與理解。安德魯夫婦嘗試求醫受孕，然而在馬可斯將生育不順歸咎於伊莎貝兒追求事業之際，才發現自己患有精子無力症。摩根為了提升自己的功名，無所不用其極地爭取表現，也表明和克萊兒的競爭關係，這令克萊兒難以應付，而梅倫戴茲則指點她應先了解對手，再用自己的腳步向前邁進。尚恩嘗試理解昆恩的性別認同，從中領悟做自己的意義並感同身受，也在新鄰居肯尼的幫助下，於泳池中體驗自由的感覺。 |             |                                       |                  |                             |                |           |                       |
| 15 | 15          | 真心 Heartfelt                        | 蕾吉娜·金恩      | 喬安娜·李 湯瑪斯·L·莫蘭     | 2018年2月26日  | 114       | 7.82                  |
| 尚恩與摩根跟隨林醫師治療一名情況特殊的心臟病病患絲琵芮·加西亞（蕾克西·安德伍客串），然而尚恩與摩根卻在治療方式上意見不合，也令尚恩感受到摩根的侵略性。同樣原由柯伊爾帶領的住院醫師艾力克斯·朴加入了梅倫戴茲的團隊，並與克萊兒及傑瑞德共同治療一名極需換肝的病患艾瑞克（尼可拉斯·西恩·強尼客串），然而這次的肝臟捐贈者卻是一名曾犯下殺人案、正在服刑的模範犯人波瑞斯·提拉彥（喬瑞斯·賈斯基客串）。有著15年警職經歷的朴醫師，認為波瑞斯另有所圖，而年幼的艾瑞克亦對波瑞斯的身分感到排斥。青木透過葛拉斯曼聯繫上創業青年艾登·寇爾特（凱利·布蘭茲客串），打算邀請他為醫院的慈善晚會致辭，然而她卻意外感受到兩人間的火花，並在世俗眼光與自我情感間掙扎。摩根建議尚恩打理好外貌，來取得他人的青睞，但安德魯卻認為才能才是關鍵，這令尚恩對自我價值和社交禮儀的矛盾感到困惑。由於波瑞斯對麻醉藥過敏，使得移植手術中斷，這令嘗試改過遷善卻屢嚐敗果的他，最終因信念崩毀而選擇飲槍自盡。克萊兒說服艾瑞克給予波瑞斯機會，接受波瑞斯的器官捐贈，與此同時，克萊兒與朴醫師也為寬恕與否的道德議題產生歧見。傑瑞德發覺克萊兒始終未對自己傾心，而選擇告別這段無法獲得回應的感情關係，至於潔西卡則在葛拉斯曼的鼓勵下，試著放下梅倫戴茲向前看。看著雖有病在身卻仍積極交友的絲琵芮，尚恩受到了鼓勵，並在摩根的建議下，試著與人打交道，而安德魯也幫了他一把。                                                                                           |             |                                       |                  |                             |                |           |                       |
| 16 | 16          | 苦痛 Pain                             | 愛莉森·雷帝-布朗 | 威廉·L·羅特科 大衛·雷諾     | 2018年3月12日  | 115       | 9.89                  |
| 梅倫戴茲的首位病患亨特·迪諾寶（萊恩·羅賓斯客串）罹患脊膜瘤，他得在可能改變一生的危險手術或維持現狀中做出抉擇。亨特試問尚恩倘若能進行一場讓成就他、卻也使他與世界格格不入之自閉症的痊癒手術，他會如何選擇。亨特的妻子寇拉（安娜·貝爾納普客串）反對亨特進行高危險性手術，其中參雜著她對亨特褪下行動不便人士身分後的不安全感。一名進行多項整形手術的病患艾瑪·牛頓（莎拉-貞·雷蒙客串）因填充物感染而性命垂危，但她卻拒絕手術，只為了留住疑似外遇的丈夫貝瑞（威廉·R·莫塞斯客串），但實際上他們只是在婚姻中迷失了方向，並到了生命的最後一刻才確認彼此的愛。摩根刻意將功勞歸給傑瑞德，以證明即便傑瑞德具有專業能力，但他的形象在主治醫生眼中早已不成正比的事實，並想藉此來勸退他。安德魯嘗試求醫改善生育問題，卻不願承受可能性無能的風險，但又想守護好婚姻，因此伊莎貝兒願陪他尋覓另解。克萊兒試著給予不負責任的母親（夏儂·李奧客串）第二次機會，卻在發覺母親為錢而來的真正用意後心碎。艾力克斯認為肯尼只是想利用尚恩來取得好處，在尚恩對肯尼產生疑慮之際，他仍選擇接受肯尼的陪伴。 |             |                                       |                  |                             |                |           |                       |
| 17 | 17          | 笑顏 Smile                            | 比爾·德埃利亞    | 大衛·霍索頓 凱倫·史卓克     | 2018年3月19日  | 116       | 8.93                  |
| 安德魯將為一名罹患牟比士症候群的女孩葛蕾琴·米爾曼（奧莉薇雅·史提爾·法爾康納客串）進行手術，但在她與提出手術存在風險的尚恩交流過後，她理解這些病症能使自己變得堅強。安德魯得知葛蕾琴決定不動手術的真正原因是擔心父親拉斯（派翠克·薩邦吉客串）負擔不起手術費後，他親自會見保險公司老闆吉姆（湯姆·巴特勒客串），並替米爾曼爭取到高額保險補助。醫療團隊宣告術後遲遲未甦醒的葛蕾琴疑似已腦死，這令尚恩不禁對安德魯輕視手術風險的判斷提出質疑，但艾力克斯推論葛蕾琴可能患有血膽鹼酯酶缺乏症，並透過角膜反射證實葛蕾琴的生存跡象。克萊兒與摩根發現術後感染引發多重器官衰竭的病患（珍妮·史戴德曼客串）實際上是盜用罹患帶狀疱疹的露西·卡拉德（茱莉·珀爾客串）之保險卡後，兩人憑著各自的生命經驗，對病患持有不同看法，但兩位病患的背後故事，卻不如表面這般容易界定對錯。察覺自己和回診的瑟蕾姿有著曖昧情愫的傑瑞德，在對瑟蕾姿的情感產生疑慮之際，欲透過尚恩請假理清思緒的經驗，來探究這段關係，並將瑟蕾姿轉由尚恩診治，以規避法則。尚恩試著理解笑顏的意義，而葛蕾琴將迎來生平的第一次笑顏，至於傑瑞德則收到丹佛紀念醫院的錄取通知。尚恩鼓勵葛拉斯曼和醫院咖啡廳員工黛比（席拉·凱莉客串）探索新關係，就在葛拉斯曼和黛比找到共通話題而熱絡之際，葛拉斯曼卻突然發病，與此同時，尚恩發覺自己和肯尼的友情，存在著不對等的關係。 |             |                                       |                  |                             |                |           |                       |
| 18 | 18          | 更多 More                             | 麥克·里斯托      | 大衛·蕭爾 小羅伊德·蓋爾耶德 | 2018年3月26日  | 117       | 9.52                  |
| 尚恩得知葛拉斯曼罹患腦腫瘤後，設法找出治療方式，並嘗試說服他進行更多的醫學影像檢查，但卻被已接受現實的葛拉斯曼回絕。梅倫戴茲的醫療團隊醫治一名酒醉又骨折的大學生卡登（唐尼·麥克尼爾客串），並發現其病因另有隱情，在追問與他同行的好友布雷克（格雷厄姆·派屈克·馬丁客串）後，才得知卡登因兄弟會的入會儀式而吞下了不少洗衣球。由於同時間尚有其他手術，因此梅倫戴茲將卡登的縫合手術交給尚恩主刀，這令摩根很不是滋味。尚恩在告知潔西卡關於葛拉斯曼的病情後，請託她說服葛拉斯曼接受擴散磁振造影檢查，而潔西卡也希望葛拉斯曼能透過此舉，讓在乎他的人從中消化事實。卡登因瀰漫性血管內凝血而性命垂危，在醫療團隊嘗試找出病因之際，摩根歸咎在手術期間心不在焉的尚恩，而試圖捍衛尚恩的克萊兒則懷疑是卡登吸食MDMA所致。葛拉斯曼的檢驗報告顯示他的橋腦上長有多形性膠質母細胞瘤，但尚恩仍舊不願放棄，這令葛拉斯曼更加難受。葛拉斯曼在緬懷早逝的女兒之餘，渴求平靜地度過餘生，但陪伴他抒發情緒的尚恩依舊抱持希望，並嘗試說服他透過鼻腔篩板進行活體組織切片。尚恩推斷自己可能在手術期間不小心壓破卡登的主動脈而造成假性動脈瘤，因此提議進行血管腔內主動脈瘤修復手術，而梅倫戴茲也透過和尚恩一同承擔手術風險的過程，指點過度理性的摩根。葛拉斯曼經檢驗確診自己長有低階別神經膠質瘤，在尚恩慶幸之餘，儘管卡登的病情已經好轉，他仍想按程序上報伺機而動的安德魯。即便此舉可能會讓自己丟失飯碗，但葛拉斯曼仍不顧潔西卡的勸阻，選擇支持愛他更多的尚恩。 |             |                                       |                  |                             |                |           |                       |

### 第二季
| 總集數 | 集數 （季） | 標題             | 導演               | 編劇                                                      | 首播日期       | U.S.收視人數 （百萬） |
| ------ | ----------- | ---------------- | ------------------ | --------------------------------------------------------- | -------------- | --------------------- |
| 19     | 1           | 你好             | 邁克·里斯托        | 費迪·夏摩亞                                               | 2018年9月24日  | 7.35                  |
| 20     | 2           | 中间地带         | 史特夫·羅賓        | 大衛·沙爾                                                 | 2018年10月1日  | 7.18                  |
| 21     | 3           | 36小时           | 拉里·鄧            | 湯瑪斯·L·莫蘭                                             | 2018年10月8日  | 7.18                  |
| 22     | 4           | 坚韧的山雀       | 史蒂芬·德保羅      | 大衛·霍斯頓                                               | 2018年10月15日 | 6.68                  |
| 23     | 5           | 萝卜             | 沙拉特·拉胡        | 莉茲·弗雷德曼                                             | 2018年10月29日 | 6.79                  |
| 24     | 6           | 两层(或不是两层) | 塔拉·妮可·威尔     | 西姆兰·拜德万                                             | 2018年11月5日  | 6.53                  |
| 25     | 7           | 侯伯特           | 玛丽索尔·阿德勒    | 大卫·雷诺                                                 | 2018年11月12日 | 6.53                  |
| 26     | 8           | 故事             | 邁克爾·帕特里克·珍 | 萨尔·卡列罗斯                                             | 2018年11月19日 | 6.84                  |
| 27     | 9           | 共情             | 喬安娜·克恩斯      | 凯伦·斯特拉克                                             | 2018年11月26日 | 6.67                  |
| 28     | 10          | 隔离             | 邁克·里斯托        | 丽兹·法里德曼 & 小劳伊德·吉尔亚德                         | 2018年12月3日  | 6.12                  |
| 29     | 11          | 检疫第二部分     | 邁克·里斯托        | 西姆兰·拜德万 & 马克·罗兹曼                               | 2019年1月14日  | 6.26                  |
| 30     | 12          | 后果             | 道恩·威尔金森      | 湯瑪斯·L·莫蘭                                             | 2019年1月21日  | 6.27                  |
| 31     | 13          | 请               | 大卫·斯特雷顿      | 布莱恩·沈                                                 | 2019年1月28日  | 6.58                  |
| 32     | 14          | 脸孔             | 愛莉森·莉蒂-布朗   | 大衛·霍斯頓                                               | 2019年2月4日   | 5.96                  |
| 33     | 15          | 风险与回报       | 費迪·夏摩亞        | 劇本創作 ：大卫·雷诺 故事構思 ：丽兹·法里德曼 & 大卫·雷诺 | 2019年2月18日  | 6.23                  |
| 34     | 16          | 相信             | 艾樂力克·萊利      | 萨尔·卡列罗斯 & 凯伦·斯特拉克                             | 2019年2月25日  | 6.36                  |
| 35     | 17          | 分解             | 邁克·里斯托        | 托马斯·L·莫兰 & 小劳伊德·吉尔亚德                         | 2019年3月4日   | 6.73                  |
| 36     | 18          | 蹦床             | 大衛·沙爾          | 大卫·肖尔 & 大卫·霍瑟尔顿 & 马克·罗兹曼                   | 2019年3月11日  | 7.78                  |

### 第三季
| 總集數 | 集數 （季） | 標題       | 導演             | 編劇                        | 首播日期      | U.S.收視人數 （百萬） |
| ------ | ----------- | ---------- | ---------------- | --------------------------- | ------------- | --------------------- |
| 37     | 1           | 灾难       | 迈克·里斯托      | 大卫·肖尔                   | 2019年9月23日 | 6.26                  |
| 38     | 2           | 债务       | 迈克·里斯托      | 彼得·诺亚                   | 2019年9月30日 |                       |
| 39     | 3           | 克莱尔     | 艾莉森·莉蒂·布朗 | 丽兹·法里德曼 & 特蕾西·泰勒 | 2019年10月7日 |                       |
| 40     | 4           | 抓住我的手 | 2019年10月14日   |                             |               |                       |

## 收視

### 第一季
| 總集數 | 集數 | 標題                   | 播出日期       | 收視／份額 （18–49歲） | 收視 （百萬） | 数字视频录像机 （18–49歲） | 数字视频录像机收視 （百萬） | 加總 （18–49歲） | 總收視 （百萬） |
| ------ | ---- | ---------------------- | -------------- | ---------------------- | ------------- | -------------------------- | --------------------------- | ---------------- | --------------- |
| 1      | 1    | 試播集－燒焦的食物（Pilot – Burnt Food） | 2017年9月25日  | 2.2/9                  | 11.35         | 2.2                        | 7.86                        | 4.4              | 19.21           |
| 2      | 2    | 拉什莫爾山（Mount Rushmore）         | 2017年10月2日  | 2.2/9                  | 10.91         | 2.1                        | 7.21                        | 4.3              | 18.12           |
| 3      | 3    | 奧里法（Oliver）             | 2017年10月9日  | 2.0/7                  | 10.69         | 2.2                        | 7.53                        | 4.2              | 18.22           |
| 4      | 4    | 通道（Pipes）               | 2017年10月16日 | 2.0/8                  | 10.61         | 2.1                        | 7.34                        | 4.1              | 17.96           |
| 5      | 5    | 千分之三（Point Three Percent）           | 2017年10月23日 | 1.8/7                  | 10.40         | 2.0                        | 7.10                        | 3.8              | 17.50           |
| 6      | 6    | 真的假不了（Not Fake）         | 2017年10月30日 | 1.9/7                  | 10.58         | 2.0                        | 6.93                        | 3.9              | 17.51           |
| 7      | 7    | 22步（22 Steps）               | 2017年11月13日 | 1.9/7                  | 10.22         | 1.9                        | 6.92                        | 3.8              | 17.14           |
| 8      | 8    | 蘋果（Apple）               | 2017年11月20日 | 1.8/7                  | 10.00         | 1.8                        | 6.98                        | 3.6              | 16.99           |
| 9      | 9    | 不可觸及（Intangibles）           | 2017年11月27日 | 1.7/7                  | 9.25          | 1.8                        | 6.66                        | 3.5              | 15.91           |
| 10     | 10   | 犧牲（Sacrifice）               | 2017年12月4日  | 1.6/7                  | 9.07          | 1.8                        | 6.67                        | 3.4              | 15.74           |
| 11     | 11   | 心之島（上）（Islands: Part One）       | 2018年1月8日   | 1.6/6                  | 8.30          | 1.8                        | 7.12                        | 3.4              | 15.41           |
| 12     | 12   | 心之島（下）（Islands: Part Two）       | 2018年1月15日  | 1.7/6                  | 9.33          | 1.8                        | 6.67                        | 3.5              | 16.00           |
| 13     | 13   | 七個理由（Seven Reasons）           | 2018年1月22日  | 1.7/7                  | 9.61          | 1.9                        | 6.91                        | 3.6              | 16.52           |
| 14     | 14   | 她（）                 | 2018年2月5日   | 1.7/7                  | 9.64          | 1.8                        | 7.07                        | 3.5              | 16.71           |
| 15     | 15   | 真心（Heartfelt）               | 2018年2月26日  | 1.3/5                  | 7.82          | 1.8                        | 6.84                        | 3.1              | 14.66           |
| 16     | 16   | 苦痛（Pain）               | 2018年3月12日  | 1.8/7                  | 9.89          | 1.5                        | 6.23                        | 3.3              | 16.12           |
| 17     | 17   | 笑顏（Smile）               | 2018年3月19日  | 1.5/6                  | 8.93          | 1.6                        | 6.49                        | 3.1              | 15.42           |
| 18     | 18   | 更多（More）               | 2018年3月26日  | 1.7/6                  | 9.52          | 1.6                        | 6.32                        | 3.3              | 15.85           |
| 平均   | 平均 | 平均                   | 平均           | 1.8                    | 9.78          | 1.8                        | 6.94                        | 3.6              | 16.72           |

### 第二季
| 序 | 標題             | 播出日期       | 收視率/份額 （18–49歲） | 收視人数 （百萬） | DVR收視率 （18–49歲） | DVR收視人数 （百萬） | 總收視率 （18–49歲） | 總收視人数 （百萬） |
| -- | ---------------- | -------------- | ----------------------- | ----------------- | --------------------- | -------------------- | -------------------- | ------------------- |
| 1  | 你好             | 2018年9月24日  | 1.3/6                   | 7.35              | 1.7                   | 6.78                 | 3.0                  | 14.13               |
| 2  | 中间地带         | 2018年10月1日  | 1.1/5                   | 7.18              | 1.5                   | 6.14                 | 2.6                  | 13.34               |
| 3  | 36小时           | 2018年10月8日  | 1.1/5                   | 7.18              | 1.4                   | 6.04                 | 2.5                  | 13.22               |
| 4  | 坚韧的山雀       | 2018年10月15日 | 1.1/5                   | 6.68              | 1.3                   | 5.76                 | 2.4                  | 12.44               |
| 5  | 萝卜             | 2018年10月29日 | 1.0/5                   | 6.79              | 1.3                   | 5.87                 | 2.3                  | 12.66               |
| 6  | 两层(或不是两层) | 2018年11月5日  | 1.0/4                   | 6.53              | 1.5                   | 6.24                 | 2.5                  | 12.81               |
| 7  | 侯伯特           | 2018年11月12日 | 1.0/5                   | 6.53              | 1.3                   | 5.66                 | 2.3                  | 12.19               |
| 8  | 故事             | 2018年11月19日 | 1.1/5                   | 6.84              | 1.3                   | 5.64                 | 2.4                  | 12.50               |
| 9  | 共情             | 2018年11月26日 | 1.0/5                   | 6.67              | 1.3                   | 5.55                 | 2.3                  | 12.22               |
| 10 | 隔离             | 2018年12月3日  | 1.1/6                   | 6.12              | 1.2                   | 5.47                 | 2.3                  | 11.61               |
| 11 | 检疫第二部分     | 2019年1月14日  | 1.2/6                   | 6.26              | 1.5                   | 6.16                 | 2.7                  | 12.42               |
| 12 | 后果             | 2019年1月21日  | 1.2/5                   | 6.27              | 1.2                   | 5.87                 | 2.4                  | 12.15               |
| 13 | 请               | 2019年1月28日  | 1.1/5                   | 6.58              | 1.4                   | 6.22                 | 2.5                  | 12.80               |
| 14 | 脸孔             | 2019年2月4日   | 1.0/5                   | 5.96              | 1.4                   | 6.05                 | 2.4                  | 12.01               |
| 15 | 风险与回报       | 2019年2月18日  | 1.1/5                   | 6.23              | 1.3                   | 5.92                 | 2.4                  | 12.15               |
| 16 | 相信             | 2019年2月25日  | 1.1/5                   | 6.36              | 1.4                   | 6.05                 | 2.5                  | 12.41               |
| 17 | 分解             | 2019年3月4日   | 1.1/5                   | 6.73              | 1.3                   | 5.74                 | 2.4                  | 12.47               |
| 18 | 蹦床             | 2019年3月11日  | 1.3/6                   | 7.78              | 1.3                   | 5.62                 | 2.6                  | 13.41               |

## 評價
《好醫生》獲得電視評論家褒貶不一的評價。於爛番茄整合的評論中，獲得44%新鮮度、5.6/10分（25名評論家），評論家共識：「《好醫生》拙劣地醫病態度削弱了主演扎實的演出，在所有操控情緒的手法下，尚有很大的進步空間。」在Metacritic整合的評論中，本劇獲得53分（滿分100分；15名評論家），屬好壞參半的評價。
評論家前十大電視節目排名
| 2017                               |
| ---------------------------------- |
| - – 混合电影院 - – 糖粉 - – 谈话室 |

### 收視
| 季數 | 播出時間（ET）  | 集數 | 首映          | 首映          | 季終          | 季終          | 電視季度 | 18–49歲 收視 排名 | 18–49歲 收視 平均 | 收視人数 排名 （百萬） | 平均 收視人数 （百萬） |
| 季數 | 播出時間（ET）  | 集數 | 日期          | 收視 （百萬） | 日期          | 收視 （百萬） | 電視季度 | 18–49歲 收視 排名 | 18–49歲 收視 平均 | 收視人数 排名 （百萬） | 平均 收視人数 （百萬） |
| ---- | --------------- | ---- | ------------- | ------------- | ------------- | ------------- | -------- | ----------------- | ----------------- | ---------------------- | ---------------------- |
| 1    | 星期一 晚間10點 | 18   | 2017年9月25日 | 11.35         | 2018年3月26日 | 9.52          | 2017–18  | 8                 | 3.6               | 6                      | 16.72                  |
| 2    | 星期一 晚間10點 | 18   | 2018年9月24日 | 7.35          | 待公布        | 待定          | 2018–19  | 待定              | 待定              | 待定                   | 待定                   |

## 獎項
| 年度 | 大獎             | 獎項                     | 入圍者                                | 結果 |
| ---- | ---------------- | ------------------------ | ------------------------------------- | ---- |
| 2018 | 金球獎           | 最佳電視男演員獎－劇情類 | 佛萊迪·海默爾                         | 提名 |
| 2018 | 人道獎           | 60分鐘類                 | 大衛·蕭爾（集數：試播集－燒焦的食物） | 獲獎 |
| 2019 | 评论家选择电视奖 | 劇情類電視劇最佳男主角   | 佛瑞迪·海默                           | 提名 |
| 2020 | 评论家选择电视奖 | 劇情類電視劇最佳男主角   | 佛瑞迪·海默                           | 提名 |

## 海外播出
|  | 1 | FOX Life | 2017年11月24日 | FOX+ | 2017年11月24日 | Star World | 2017年12月17日 | 明珠台 | 2018年11月1日  |
|  | 2 | FOX Life | 2018年9月25日  | FOX+ | TBA            | Star World | TBA            | 明珠台 | 2019年10月24日 |
|  | 3 | FOX Life | 2019年9月24日  | FOX+ | TBA            | Star World | TBA            | 明珠台 | TBA            |

FOX Life在2017年11月24日起，於每週五晚間10點在亞洲多個地區進行海外首播。臺灣FOX+緊跟亞洲首播日上線，並由Star World自12月17日起，於每周日晚間9點進行電視首播。FOX+自第15集開始，與美國同日首播。而香港方面並由無綫電視購入，並於2018年11月1日晚上10時40分在明珠台首播。

## 備註
1. 1 2  臺灣劇名取自男主角的姓氏，翻譯為「墨非」，但在劇情字幕翻譯上亦有使用「墨菲」此翻譯。
2. 1 2  僅於試播集以主要演員身分登場。
3. ↑  於第5集除了飾演史提夫·墨菲外，亦飾演一名名為艾文·嘉立科的病患。

## 外部連結
- 官方网站（英文）
- 製作公司官方網站（英文）
- 互联网电影数据库（IMDb）上《好醫生》的资料（英文）
- 在Netflix上觀看《良醫墨非》